# Col de Bat Houradade
Le col de Bat Houradade est un col de montagne pédestre des Pyrénées à 2 534 mètres d'altitude, dans le Lavedan, dans le département français des Hautes-Pyrénées en Occitanie.
Il relie la vallée de Lutour au sud, à la vallée de Luz-Saint-Sauveur.

## Toponymie
En occitan, bat signifie « vallée » et houradada signifie « trou », donc le col de la vallée trouée.

## Géographie
Le col de Bat Houradade est situé entre le Soum d'Arriou Né (2 577 m) au nord-ouest et le pic Né (2 465 m) au sud-est. Il surplombe au nord le lac de l'Espuguette (2 366 m) et la station de ski de Luz-Ardiden.

## Protection environnementale
Le col fait partie d'une zone naturelle protégée, classée ZNIEFF de type 2.

## Voies d'accès
Le versant nord est accessible depuis le sentier au départ du col de Lisey au-dessus de la station de ski de Luz-Ardiden.
Sur le versant sud, depuis l'itinéraire du lac Grand d'Ardiden.